# Valforskningsprogrammet

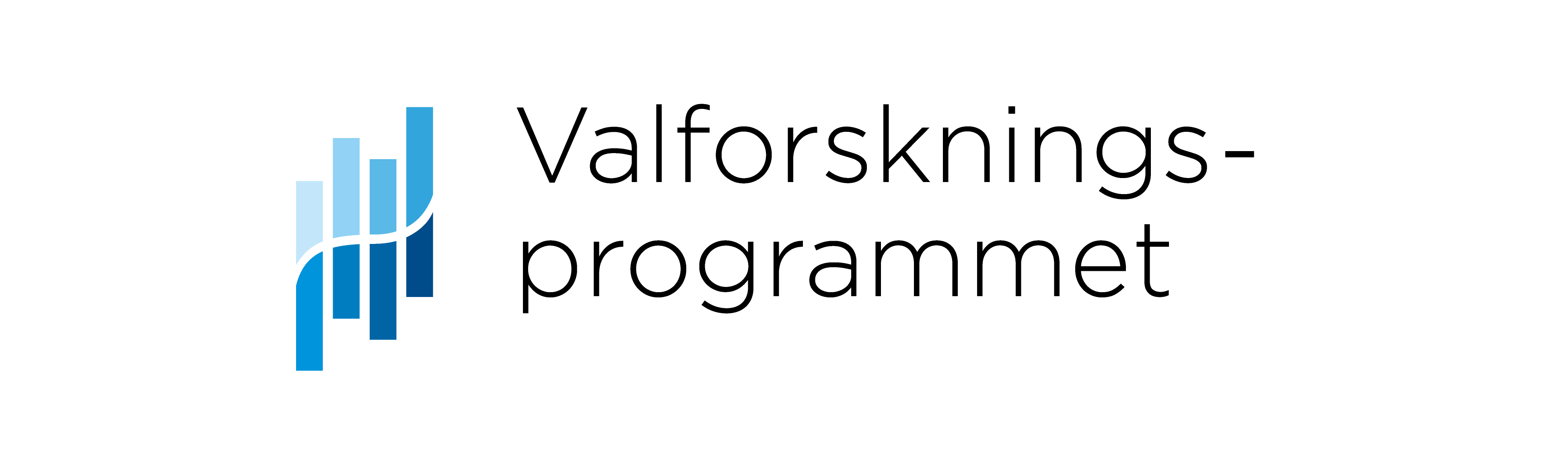
Valforskningsprogrammet finns vid Statsvetenskapliga institutionen, Göteborgs universitet. Programmet initierades av Jörgen Westerståhl 1952.

Valforskningsprogrammet bedrivs vid Statsvetenskapliga institutionen, Göteborgs universitet. Programmet startades 1952 av Jörgen Westerståhl. Inom ramen för programmet studeras demokratins aktörer och samspelet mellan institutionella förhållanden. Till de viktigaste undersökningsserierna hör Valundersökningarna (1956-) som är intervjustudier av väljare vid varje val och folkomröstning i Sverige, samt Riksdagsundersökningarna (1969) som är återkommande enkätstudier av Riksdagsledamöterna. Valforskningsprogrammet leds av statsvetarprofessorn Henrik Ekengren Oscarsson. 
Valundersökningen 2018 är den 28:e nationella väljarstudien som genomförs i Sverige. I undersökningen medverkar 23 400 slumpmässigt utvalda röstberättigade svenskar i åldrarna 18-80 år. Undersökningen genomförs i samarbete mellan Göteborgs universitet och Statistiska centralbyrån under perioden augusti-november 2018. 